# Leucania flecki
Leucania flecki là một loài bướm đêm trong họ Noctuidae.